# Mistrzostwa Oceanii w Zapasach 2013
Mistrzostwa Oceanii w zapasach w 2013, odbywały się w dniach 8 - 12 kwietnia w Tumon w okręgu Tamuning na Guamie, na terenie University of Guam w Mangilao. W tabeli medalowej tryumfowali zapaśnicy z gospodarzy.

## Wyniki

### Styl klasyczny
| Konkurencja         | Złoto             | Srebro              | Brąz                         |
| Kategoria do 66 kg  | Joseph Lopez      | Soukananh Thongsing | Stan Pieluk                  |
| Kategoria do 74 kg  | Clinton Davies    | Micah Lopez         | Franson Gibbons              |
| Kategoria do 84 kg  | Michael Shinohara | Joshua Downes       | Craig Miller Mathew Courtney |
| Kategoria do 120 kg | Florian Temengil  | Marshall Gibson     | ----                         |

Elgin Elwais (60 kg) z Palau był jedynym zgłoszonym zawodnikiem w swojej kategorii i nie został uwzględniony w tabeli jako złoty medalista.

### Styl wolny
| Konkurencja         | Złoto            | Srebro          | Brąz                              |
| Kategoria do 60 kg  | Drake Torres     | Carthney Laukon | ----                              |
| Kategoria do 66 kg  | Joseph Lopez     | Aaron Maher     | Ethan Aguigui Soukananh Thongsing |
| Kategoria do 74 kg  | Jayden Lawrence  | Clinton Davies  | Micah Lopez Caylen Greenwood      |
| Kategoria do 84 kg  | Mathew Courtney  | Joshua Downes   | Michael Shinohara Craig Miller    |
| Kategoria do 120 kg | Florian Temengil | Marshall Gibson | Leonard Ofeciar                   |

### Styl wolny - kobiety
Koria Pouri-Lane (59 kg) z Nowej Zelandii, Jalene Taitegue z Guamu (63 kg) i Samantha Rechelluulz Palau (72 kg) były jedynymi zgłoszonymi zawodniczkami w swojej kategorii i nie zostały uwzględnione w tabeli jako złote medalistki.

## Tabela medalowa
Gospodarz mistrzostw został zaznaczony kolorem.
| Poz. | Państwo         |   |   |    | Łącznie |
| ---- | --------------- | - | - | -- | ------- |
| 1    | Guam            | 4 | 1 | 4  | 9       |
| 2    | Nowa Zelandia   | 2 | 6 | 5  | 13      |
| 3    | Palau           | 2 | 0 | 1  | 3       |
| 4    | Australia       | 1 | 1 | 0  | 2       |
| 5    | Wyspy Marshalla | 0 | 1 | 0  | 1       |
| 6    | Mikronezja      | 0 | 0 | 1  | 1       |
|      | Łącznie         | 9 | 9 | 11 | 29      |